# Яґлиці
Яґлиці (пол. Jaglice) — село в Польщі, у гміні Члопа Валецького повіту Західнопоморського воєводства.
Населення — 112 осіб (2011).
У 1975-1998 роках село належало до Пільського воєводства.

## Демографія
Демографічна структура станом на 31 березня 2011 року:
|          | Загалом | Допрацездатний вік | Працездатний вік | Постпрацездатний вік |
| -------- | ------- | ------------------ | ---------------- | -------------------- |
| Чоловіки | 55      | 13                 | 38               | 4                    |
| Жінки    | 57      | 17                 | 29               | 11                   |
| Разом    | 112     | 30                 | 67               | 15                   |